# Jean Baptist van Hugenpoth tot den Beerenclauw
Jan Baptista Constantinus Josephus Carel Cornelis baron van Hugenpoth tot den Beerenclauw (Boxmeer, 10 januari 1816 – 's-Hertogenbosch, 3 november 1877) was een Nederlands jurist.
Hij begon zijn studie aan de Universiteit Leiden op 2 oktober 1833 en promoveerde er op 31 oktober 1836. Reeds twee jaar later werd hij substituut-officier, in 1859 officier van Justitie te Eindhoven, op 5 februari 1854 advocaat-generaal in 's-Hertogenbosch. Later werd hij wegens zijn katholieke geloof niet tot procureur-generaal bevorderd, maar hij werd in 1863 wel benoemd tot raadsheer bij het Provinciaal gerechtshof in Noord-Brabant. Hij bleef raadsheer toen dat hof in 1876 opging in het Gerechtshof 's-Hertogenbosch en overleed een jaar later. Zijn schoonzoon, mr. Jacob Anton Albert Bosch, zou eveneens raadsheer bij het Gerechtshof 's-Hertogenbosch en vervolgens raadsheer in de Hoge Raad der Nederlanden worden.
Behalve een Latijnse dissertatie schreef hij: De Kloosters in Nederland aan de grondwet getoetst (psd. Robert Pays), Utr. 1861; Onderwijs! Petitiën. Open brief aan den raad der gemeente 's Bosch, (Anoniem) 's Bosch 1863; Hoe en wat? Staatk. beschouwingen, Utr. 1864; Inleiding tot waarheid en staatsbeleid, Utr. 1865; De gemeente, hare vrijheid en hare finantiën, Utr. 1867; Onze vermaken, Utr. 1868; Over de opvoeding der vrouw, (geplaatst in De Tijdspiegel 1867 en '68); Een droom, 1867; De revolutie Amst. 1871. In De Gids van 1876, ‘Anti’. Voorts een congres-rapport: La main morte, 1861.